# Bismarckturm (Heidelberg)

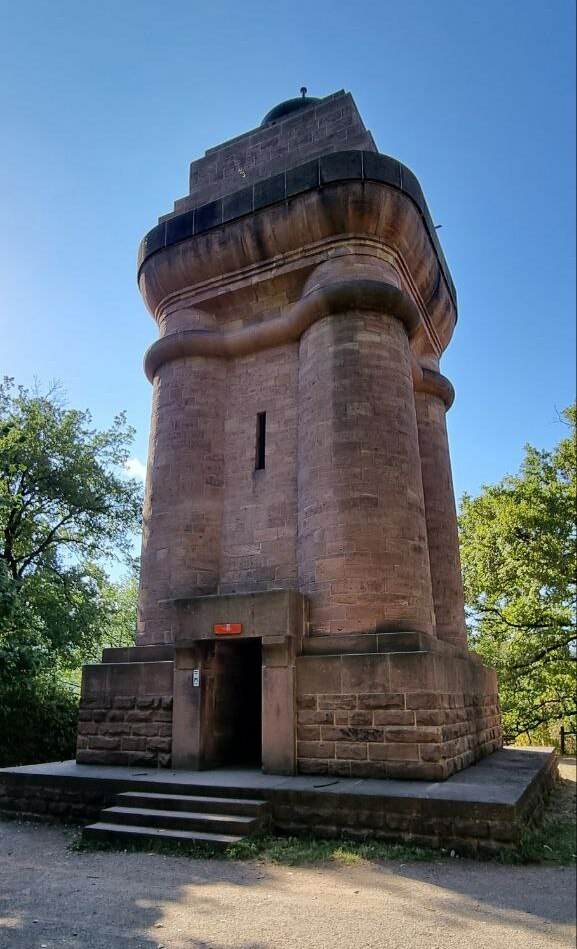
Bismarckturm

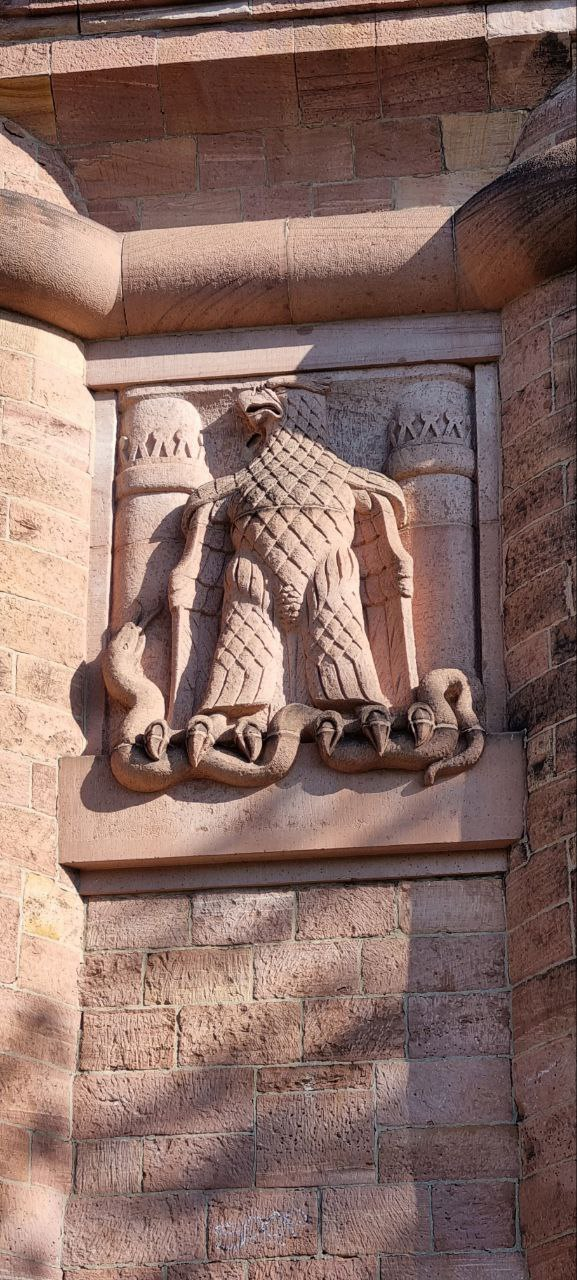
Relief Reichsadler mit Schlange der Zwietracht

Die Bismarcksäule Heidelberg ist ein denkmalgeschützter Aussichtsturm, der 1903 in Heidelberg erbaut wurde. Der Bismarckturm befindet sich am Südhang des Heiligenbergs oberhalb des Philosophenwegs.

## Geschichte
Die Bezeichnung „Bismarcksäule“ für den Turm ist auf den 1899 ausgeschriebenen Wettbewerb der Deutschen Studentenschaft zurückzuführen, der die Errichtung möglichst vieler Feuersäulen (und nicht Aussichtstürme) anregen sollte. Diesen Wettbewerb gewann Wilhelm Kreis mit seinem Modell „Götterdämmerung“; der Heidelberger Turm ist einer von 47 Türmen, die nach diesem Entwurf ausgeführt wurden. Der Turm trägt ein Reichsadlerrelief mit der Schlange der Zwietracht. An der Turmspitze ist eine gusseiserne Feuerschale angebracht, deren Durchmesser 2,5 Meter beträgt. Die Bismarcksäule wurde im Jahr 1985 saniert.
Am 19. Januar 2003 wurde der Turm 100 Jahre alt. Im Juni 2003 wurde ein Jubiläumsfest an der Bismarcksäule gefeiert, wobei ein Gedächtnisfeuer in der Feuerschale entfacht wurde.
Im Innern des Turms kann man nach oben steigen und hat eine Aussicht auf die Heidelberger Altstadt.